# Iphiaulax varipennis
Iphiaulax varipennis är en stekelart som beskrevs av Cameron 1903. Iphiaulax varipennis ingår i släktet Iphiaulax och familjen bracksteklar. Inga underarter finns listade i Catalogue of Life.